# Vụ đánh bom Gao 2017
Vào ngày 18 tháng 1 năm 2017, một kẻ đánh bom tự sát đã lái một chiếc xe chứa đầy chất nổ vào một doanh trại quân đội gần Gao, giết chết vài chục người. Đây được đánh giá là cuộc tấn công khủng bố đẫm máu nhất trong lịch sử Mali.

## Vụ việc
Vào khoảng 9:00 giờ địa phương, một chiếc xe chứa đầy thuốc nổ vào cơ sở cơ chế hoạt động chung, nơi các thành viên của quân đội Mali và lực lượng dân quân trực thuộc. Theo một phát ngôn viên của quân đội, chiếc xe được đánh dấu với phù hiệu của các đơn vị hoạt động quân sự trong khu vực. Hàng chục người đã thiệt mạng, mặc dù con số chính xác là lúc đầu không rõ ràng-đài truyền hình nhà nước Mali ORTM nói rằng 47 đã chết, trong khi văn phòng của Tổng thống ước tính có khoảng 60 người chết và 115 người bị thương. Vào ngày 19 tháng 1, một phát ngôn viên quân đội Pháp cho biết số người chết đã tăng lên 77. Al-Qaeda ở Maghreb Hồi giáo nhận trách nhiệm về vụ tấn công thông qua chi nhánh Al-Mourabitoun của nó, nói rằng vụ đánh bom đã bị "trừng phạt [Mali] vì đã hợp tác với Pháp."

## Phản ứng
Tổng thống Mali Ibrahim Boubacar Keita tuyên bố quốc tang ba ngày, trong khi Bộ trưởng Ngoại giao Abdoulaye Diop nói rằng các cuộc tấn công là " hình sự, hèn nhát và dã man ". Nó sẽ không kết thúc những nỗ lực của chính phủ để đạt được hòa bình tại quốc gia này. Bộ trưởng Quốc phòng Abdoulaye Idrissa Maiga đã hủy bỏ chuyến du lịch để trở về Gao nắm tình hình vụ đánh bom.